# Nao Ōmori
Pour les articles homonymes, voir Ōmori.
Nao Ōmori (大森南朋, Ōmori Nao) est un acteur japonais né le 19 février 1972 à Tokyo (Japon).

## Biographie
Nao Ōmori est le fils de l'acteur Akaji Maro et le frère du réalisateur Tatsushi Ōmori.

## Filmographie

### Au cinéma
- 1997 : The Revenge: A Scar That Never Disappears (Fukushu the Revenge Kienai Shokon), de Kiyoshi Kurosawa
- 2000 : Swing Man, de Tetsu Maeda
- 2001 : Harmful Insect (Gaichu), de Akihiko Shiota
- 2001 : Ichi the Killer (Koroshiya 1), de Takashi Miike
- 2001 : Quartet (Karutetto) de Joe Hisaishi
- 2002 : Perfect Blue (Yume nara samete), de Toshiki Sato
- 2002 : Demonlover, de Olivier Assayas
- 2002 : Dolls, de Takeshi Kitano
- 2002 : Out, de Hideyuki Hirayama
- 2003 : Iden & Tity, de Tomorowo Taguchi
- 2003 : 1-Ichi, de Masato Tanno
- 2003 : Vibrator, de Ryuichi Hiroki
- 2003 : Akame 48 Waterfalls (赤目四十八瀧心中未遂, Akame shijūyataki shinjūmisui?) de Genjirō Arato
- 2003 : Saru
- 2004 : Crying Out Love in the Center of the World (Sekai no chûshin de, ai o sakebu), de Isao Yukisada
- 2004 : The Necessity Of Deep Breathing (Sinkokyu no Hitsuyo), de Tetsuo Shinohara
- 2005 : Le Murmure des dieux (ゲルマニウムの夜, Gerumaniumu no Yoru?) de Tatsushi Ōmori
- 2005 : Rampo Noir (Ranpo jigoku) de Hisayasu Sato (segment Imomushi)
- 2008 : Achille et la Tortue, de et avec Takeshi Kitano
- 2012 : Unmei no Hito, série TV : Kazuo yamabe
- 2013 : R100 de Hitoshi Matsumoto
- 2016 : Museum (ミュージアム, Myūjiamu?) de Keishi Ōtomo : le père de Hisashi Sawamura
- 2018 : The Outsider de Martin Zandvliet : Seizu
- 2023 : Kubi de Takeshi Kitano : Hidenaga Hashiba

### À la télévision
- 2010 : Ryōmaden (龍馬伝?) (drama)

## Distinctions
- Prix du meilleur second rôle masculin lors des Kinema Junpo Awards 2004 pour Akame 48 Waterfalls, Saru et Vibrator.